# 斯韦特兰娜·季哈诺夫斯卡娅
斯韦特兰娜·格奥尔基耶芙娜·季哈诺夫斯卡娅（1982年9月11日—）白俄罗斯政治活动家、權力移交協調委員會主席、2020年白俄罗斯总统选举候选人之一，白俄罗斯被捕的活动家谢尔盖·季哈诺夫斯基之妻，生于苏联白俄罗斯苏维埃社会主义共和国米卡舍维奇，在參選前為英文教師。

## 政治生涯
2020年白俄罗斯总统选举结束后引发大规模警民冲突，季哈诺夫斯卡娅认为留在白俄罗斯国内已无法再确保人身安全，因此于8月11日流亡至立陶宛。
季哈诺夫斯卡娅在立陶宛为促进白俄罗斯权力移交成立协调委员会，呼吁欧盟各国领袖应拒绝承认此次选举结果，要求在国际监督下重新举行选举。之后在8月21日的一场采访时表示，如果白俄罗斯举行新的选举，她将放弃竞选总统。
9月29日，季哈诺夫斯卡娅与法国总统马克龙在立陶宛首都维尔纽斯会面，马克龙表示支持白俄罗斯民众12月16日，其獲得歐洲聯盟頒發薩哈羅夫獎。
2022年3月11日，季哈諾夫斯卡亞支持在烏克蘭建立白俄羅斯志願營卡斯图斯·卡利诺夫斯基营，她指出“越來越多的白俄羅斯人加入幫助烏克蘭人保衛國家”。